# Aeroporto Internazionale di Ontario
L'Aeroporto Internazionale di Ontario, anche Aeroporto Internazionale di Los Angeles-Ontario (in inglese: LA/Ontario International Airport) (IATA: ONT, ICAO: KONT) è un aeroporto statunitense situato a 3,7 km dal centro di Ontario, nello Stato della California.